# Phare de Sorgu
Le phare de Sorgu (en estonien : SorguTuletorn) est un phare situé sur l'île de Sorgu dans le golfe de Riga, appartenant à la commune de Tõstamaa du Comté de Pärnu, en Estonie.
Il est géré par l'Administration maritime estonienne ,.

## Histoire
Le premier phare de l'île de Sorgu date de 1864. C'était une tour en bois, sans lumière, qui servait de marquage de jour.
En 1903, une tour en brique a été érigée dans l'année et le phare a été mis en service l'année suivante.

## Description
Le phare  est une tour cylindrique en brique rouge, de 16 mètres de haut, avec une galerie et une lanterne. Il émet, à une hauteur focale de 19 mètres, deux éclat blanc et rouge  selon secteur directionnel, toutes les 9 secondes. Sa portée nominale est de 7 milles nautiques (environ 13 km) pour la lumière blanche et 3 milles nautiques (environ 5,5 km) pour la lumière rouge.
Identifiant : ARLHS : EST-050 ; EVA-860 - Amirauté : C-3602 - NGA : 12508.

## Caractéristique dufeu maritime
Fréquence : 9 secondes (W-R)
- Lumière : 1 seconde
- Obscurité : 1 seconde
- Lumière : 1 seconde
- Obscurité : 6 secondes

### Lien connexe
- Liste des phares d'Estonie